# هاوکینس ویل (جورجیا)
هاوکینس ویل، جورجیا (به انگلیسی: Hawkinsville, Georgia) یک شهر در ایالات متحده آمریکا با جمعیت ۴٬۵۸۹ نفر است که در جورجیا واقع شده‌است.

## موقعیت جغرافیایی
موقعیت جغرافیایی شهرها و مناطق اطراف به شرح زیر است: